# Northwich (stacja kolejowa)
Northwich (ang: Northwich railway station) – stacja kolejowa w miejscowości Northwich, w hrabstwie Cheshire, w Anglii. 
Stacja posiada 2 perony i znajduje się na Mid-Cheshire Line. Obsługuje ok. 124 416 pasażerów rocznie.

## Połączenia
Od poniedziałku do soboty istnieją co godzinę kursy w kierunku zachodnim do Chester, w kierunku wschodnim do Manchester Piccadilly (z kilkoma dodatkowymi kursami w godzinach szczytu z / do Stockport). W niedziele kursują co dwie godziny pociągi  do Chester i Manchesteru, ze ostatnimi kursami do Wigan Wallgate i Southport. 
Istnieje również linia towarowa, który biegnie z toru nr 2, do Sandbach poprzez Middlewich.

## Linie kolejowe
- Mid-Cheshire Line